# هيزل بارتون
هيزل بارتون (بالإنجليزية: Hazel Barton)‏ هي عالمة أحياء دقيقة بريطانية، ولدت في 1972 في برستل في مملكة إنجلترا.

## وصلات خارجية
- الموقع الرسمي
- هيزل بارتون على موقع IMDb (الإنجليزية)